# Masada Anniversary Edition Vol. 4: Masada Recital
 (novembre 2023).
Masada Anniversary Edition Vol. 4: Masada Recital est un album de Sylvie Courvoisier et Mark Feldman sorti en 2004 sur le label Tzadik. Les compositions de John Zorn sont arrangées par Sylvie Courvoisier. Cet album fait partie de la série Masada Anniversary enregistrée à l'occasion des 10 ans de Masada.

## Titres
| 1.    | Kanah     | 4:15 |
| 2.    | Socoh     | 3:46 |
| 3.    | Mahshav   | 5:39 |
| 4.    | Karet     | 2:05 |
| 5.    | Abidan    | 3:07 |
| 6.    | Malkut    | 2:15 |
| 7.    | Azekah    | 6:05 |
| 8.    | Nezikin   | 2:14 |
| 9.    | Karaim    | 8:55 |
| 10.   | Hath Arob | 2:12 |
| 11.   | Aravot    | 3:48 |
| 12.   | Mahlah    | 4:52 |
| 49:13 |           |      |

## Personnel
- Sylvie Courvoisier - piano
- Mark Feldman - violon